# ISO 3166-2:TD
ISO 3166-2:TD est le code des subdivisions du Tchad dans la codification ISO 3166-2.

## Codes courants
Les noms des subdivisions sont listés selon l'usage de la norme ISO 3166-2, publiée par l'agence de maintenance de l'ISO 3166 (ISO 3166/MA).
| Code  | Nom de subdivision (ar) | Nom de subdivision (fr) |
| ----- | ----------------------- | ----------------------- |
| TD-BA | Al Baṭḩah               | Batha                   |
| TD-LC | Al Buḩayrah             | Lac                     |
| TD-BG | Baḩr al Ghazāl          | Bahr el Gazel           |
| TD-BO | Būrkū                   | Borkou                  |
| TD-HL | Ḥajjar Lamīs            | Hadjer Lamis            |
| TD-EO | Innīdī al Gharbī        | Ennedi Ouest            |
| TD-EE | Innīdī ash Sharqī       | Ennedi Est              |
| TD-KA | Kānim                   | Kanem                   |
| TD-LO | Lūqūn al Gharbī         | Logone-Occidental       |
| TD-LR | Lūqūn ash Sharqī        | Logone-Oriental         |
| TD-ND | Madīnat Injamīnā        | Ville de Ndjamena       |
| TD-MA | Māndūl                  | Mandoul                 |
| TD-MO | Māyū Kībbī al Gharbī    | Mayo-Kébbi-Ouest        |
| TD-ME | Māyū Kībbī ash Sharqī   | Mayo-Kébbi-Est          |
| TD-GR | Qīrā                    | Guéra                   |
| TD-SA | Salāmāt                 | Salamat                 |
| TD-MC | Shārī al Awsaṭ          | Moyen-Chari             |
| TD-CB | Shārī Bāqirmī           | Chari-Baguirmi          |
| TD-SI | Sīlā                    | Sila                    |
| TD-TA | Tānjilī                 | Tandjilé                |
| TD-TI | Tibastī                 | Tibesti                 |
| TD-OD | Waddāy                  | Ouaddaï                 |
| TD-WF | Wādī Fīrā               | Wadi Fira               |